# Boschetto di Scaldasole
Boschetto di Scaldasole este o arie protejată (arie specială de conservare — SAC, sit de importanță comunitară — SCI) din Italia întinsă pe o suprafață de 101 ha, integral pe uscat.

## Localizare
Centrul sitului Boschetto di Scaldasole este situat la coordonatele 45°08′08″N 8°53′12″E / 45.135556°N 8.886667°E.

## Înființare
Situl Boschetto di Scaldasole a fost declarat sit de importanță comunitară în iunie 1995 pentru a proteja 26 de specii de animale. Situl a fost protejat și ca arie specială de conservare în iulie 2016.

## Biodiversitate
Situată în ecoregiunea continentală, aria protejată conține 2 habitate naturale: Cursuri de apă de la nivel de câmpie la nivel montan, cu vegetație Ranunculion fluitantis și Callitricho-Batrachion, Păduri acidofile de stejar bătrân cu Quercus robur pe câmpii nisipoase.
La baza desemnării sitului se află mai multe specii protejate:
- păsări (25): lăcar-de-mlaștină (Acrocephalus palustris), pițigoi codat (Aegithalos caudatus), ciocârlie-de-câmp (Alauda arvensis), pescăruș albastru (Alcedo atthis), rață mare (Anas platyrhynchos), ciuf-de-pădure (Asio otus), cucuvea (Athene noctua), șorecarul comun (Buteo buteo), Cettia cetti, porumbel gulerat (Columba palumbus), cioară neagră (Corvus corone), cuc (Cuculus canorus), pițigoi albastru (Cyanistes caeruleus), ciocănitoare pestriță mare (Dendrocopos major), cinteză (Fringilla coelebs), găinușă de baltă (Gallinula chloropus), privighetoare (Luscinia megarhynchos), grangur (Oriolus oriolus), pițigoi mare (Parus major), vrabie de câmp (Passer montanus), ciocănitoarea verde (Picus viridis), graur (Sturnus vulgaris), silvie cu cap negru (Sylvia atricapilla), pănțărușul (Troglodytes troglodytes), mierlă (Turdus merula)
- nevertebrate (1): Ophiogomphus cecilia

Pe lângă speciile protejate, pe teritoriul sitului au mai fost identificate 3 specii de plante, 2 specii de amfibieni, 4 specii de mamifere, 4 specii de reptile.